# Aiguille de Bionnassay
La aiguille de Bionnassay (lit., 'aguja de Bionnassay') (4052 m) es una cumbre del macizo del Mont Blanc, en los Alpes, en la frontera entre Francia e Italia al oeste de la cima del Mont Blanc.
La primera ascensión la hicieron el 28 de julio de 1865 los ingleses E. N. Buxton, F. C. Grove y R. J. S. MacDonald con los guías Jean-Pierre Cachat y Michel Payot. La vía de ascenso más fácil es la arista sur de la parte italiana, partiendo del refugio Durier (3.349 m), situado en el Col de Miage. La primera ascensión en invierno fue lograda por el guía Armand Charlet y el alpinista y escritor Roger Frison-Roche en 1928.
De la aiguille de Bionnassay bajan dos glaciares: hacia el valle francés de Val Montjoie, en dirección noroeste, el glaciar de Bionnassay, en la ladera italiana el glaciar italiano de Bionnassay que confluye con el glaciar de Miage y desciende hacia el valle de Val Veny.
Según la clasificación SOIUSA, la Aiguille de Bionnassay  pertenece:
- Gran parte: Alpes occidentales
- Gran sector: Alpes del noroeste
- Sección: Alpes Grayos
- Subsección: Alpes del Mont Blanc
- Supergrupo: Macizo del Mont Blanc
- Grupo: Grupo del Mont Blanc
- Subgrupo: Grupo Bionnassay-Goûter
- Código: I/B-7.V-B.2.a

## Enlaces externos

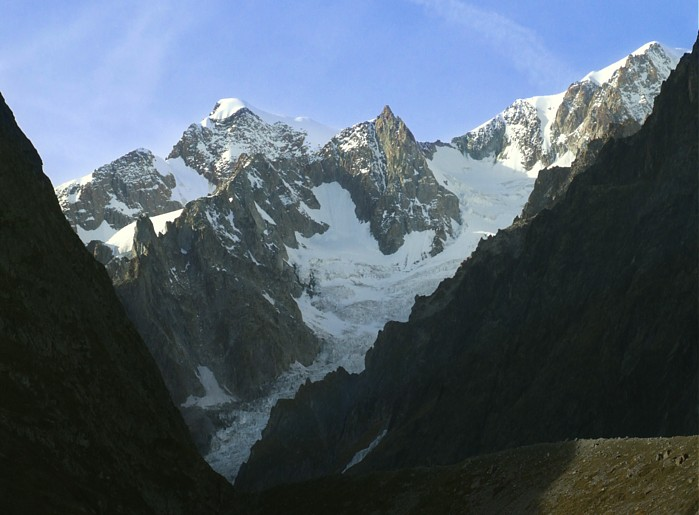
Vertiente italiano de la val Veny.